# Jõhvi (commune)
La commune de Jõhvi  est une Commune rurale située dans le comté de Viru-Est au nord de l'Estonie. Elle a 12251 habitants(01/01/2012)et sa superficie est de 124 km2.

## Villages

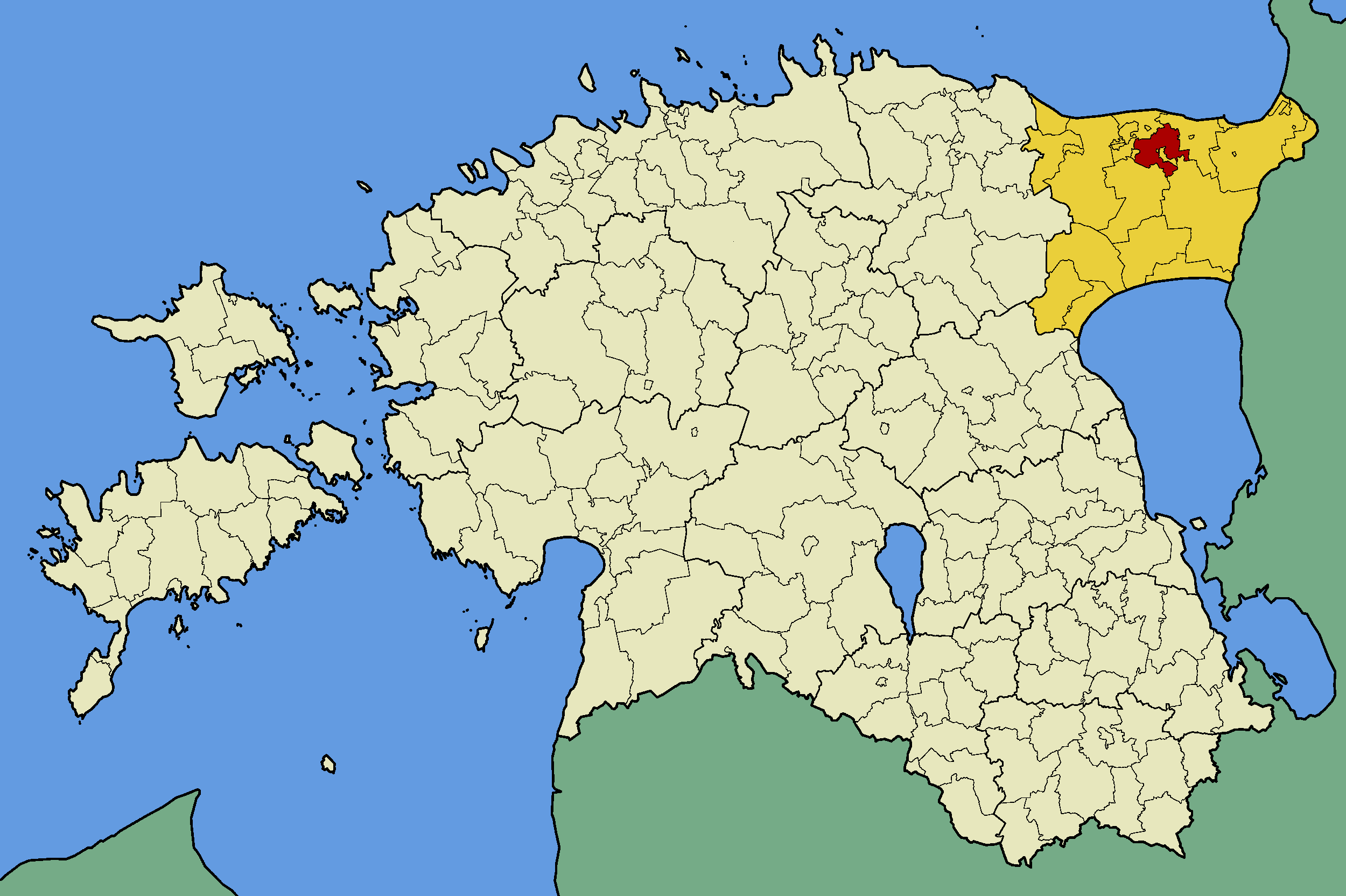
Commune de Jõhvi (rouge)
dans le Virumaa oriental (jaune).

La commune est formée de la ville de Jõhvi, du bourg de Tammiku et des 11 villages suivants: Edise, Jõhvi, Kahula, Kose, Kotinuka, Linna, Pajualuse, Pargitaguse, Pauliku, Puru et Sompa.

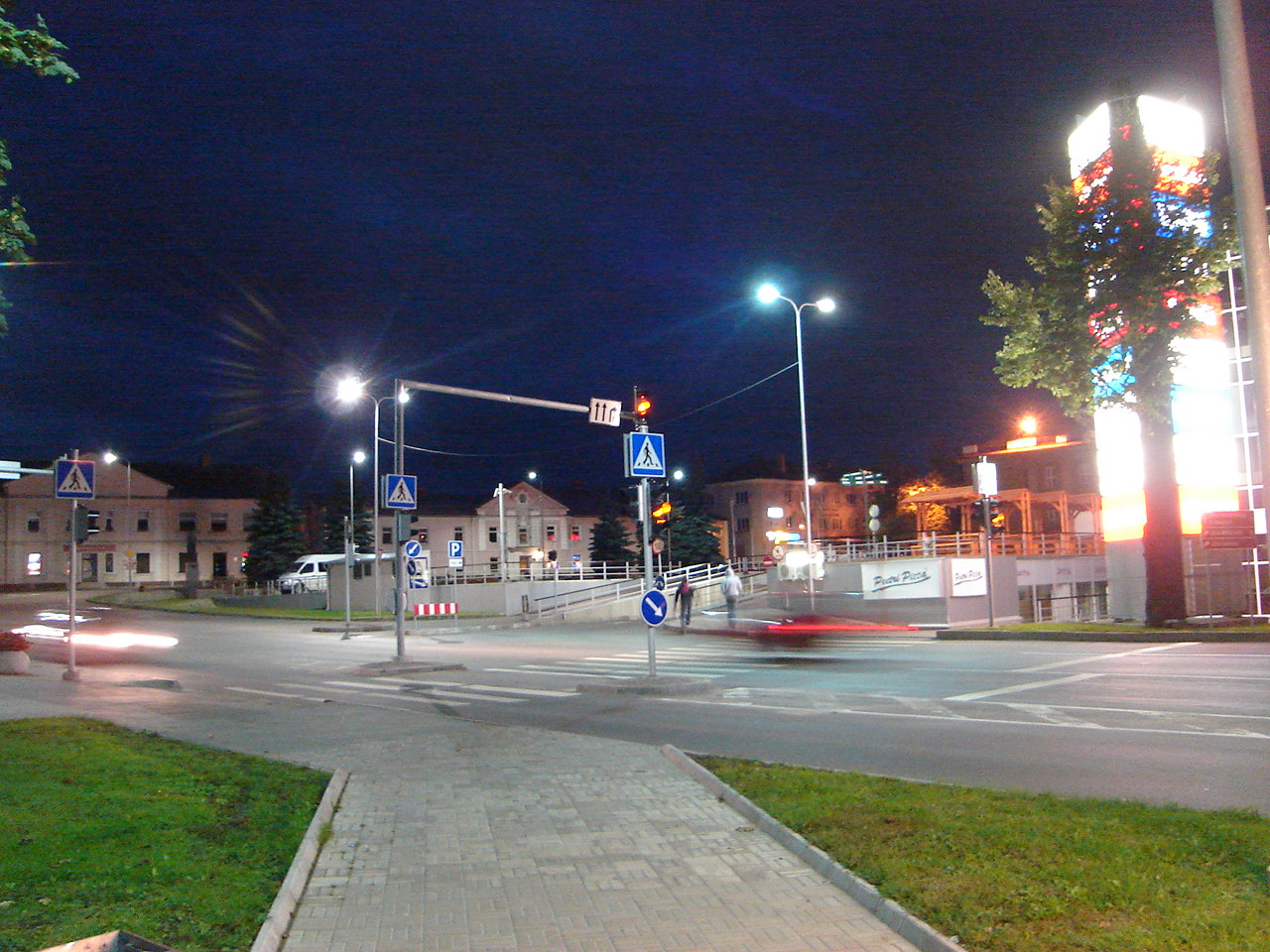
Nuit sur Jõhvi.

## Démographie
| 2016   | 2017   | 2018   |
| ------ | ------ | ------ |
| 11 786 | 11 620 | 11 924 |

| 2019   | 2020   | 2021   |
| ------ | ------ | ------ |
| 12 056 | 11 852 | 11 699 |

| 2022   | 2023   | - |
| ------ | ------ | - |
| 11 947 | 12 351 | - |

## Personnalités
- Hans Hindpere (1928–2012), compositeur
- Harri Tiido (1953-), diplomate

## Jumelages
| Ville | Ville     | Pays | Pays     | Période     |
| ----- | --------- | ---- | -------- | ----------- |
|       | Loimaa    |      | Finlande |             |
|       | Ogre (d)  |      | Lettonie |             |
|       | Olecko    |      | Pologne  | depuis 2006 |
|       | Skien     |      | Norvège  |             |
|       | Uddevalla |      | Suède    |             |